# رهاینمونشتر

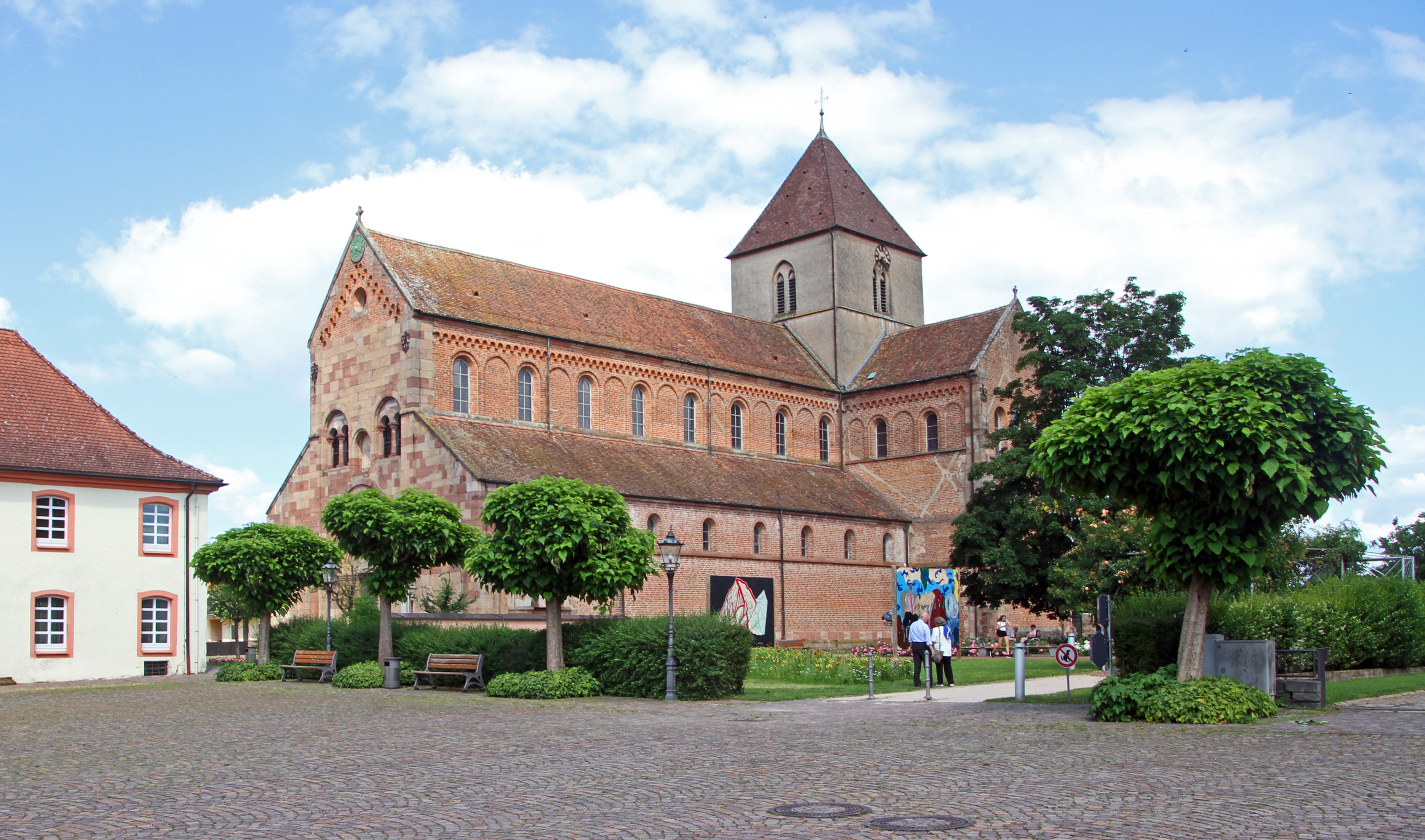

رهاینمونشتر (به آلمانی: Rheinmünster) یک شهر در آلمان است که در راشتات واقع شده‌است. رهاینمونشتر ۶٬۵۴۲ نفر جمعیت دارد.